# Kreis Osterburg
Koordinaten: 52° 47′ N, 11° 46′ O
Der Kreis Osterburg war ein Landkreis im Bezirk Magdeburg der DDR. Von 1990 bis 1994 bestand er als Landkreis Osterburg im Land Sachsen-Anhalt fort. Sein Gebiet liegt heute im Landkreis Stendal und im Altmarkkreis Salzwedel in Sachsen-Anhalt.

## Geographie

### Lage
Der Kreis Osterburg lag in der nördlichen Altmark am linken Elbufer und berührte im Nordwesten die innerdeutsche Grenze. Wichtige Gewässer neben der Elbe waren die Aland, die Biese und die Uchte sowie der Arendsee.

### Nachbarkreise
Der Kreis Osterburg grenzte im Uhrzeigersinn im Norden beginnend an die (Land-)Kreise Ludwigslust, Perleberg, Havelberg, Stendal, Gardelegen (bis 1987 Kalbe (Milde)), Salzwedel und Lüchow-Dannenberg (ab 1965) bzw. Seehausen (bis 1965).

## Geschichte
Am 25. Juli 1952 kam es in der DDR zu einer umfangreichen Verwaltungsreform, bei der unter anderem die Länder der DDR ihre Bedeutung verloren und neue Bezirke eingerichtet wurden. Der damalige Landkreis Osterburg gab Gemeinden an die Kreise Seehausen und Kalbe (Milde) ab. Aus dem verbleibenden Kreisgebiet wurde zusammen mit Teilen des Landkreises Stendal der neue Kreis Osterburg mit Sitz in Osterburg gebildet. Der Kreis wurde dem neugebildeten Bezirk Magdeburg zugeordnet. Am 1. Januar 1957 wechselte die Gemeinde Natterheide aus dem Kreis Kalbe (Milde) in den Kreis Osterburg. Am 2. Juli 1965 wurde der Kreis Seehausen aufgelöst und in den Kreis Osterburg eingegliedert. Am 1. Januar 1988 wurde der Kreis Osterburg um die Gemeinde Meßdorf des aufgelösten Kreises Kalbe (Milde) vergrößert.
Am 17. Mai 1990 wurde der Kreis in Landkreis Osterburg umbenannt. Landrat des neuen Landkreises war Karlheinz Mewes. Anlässlich der Wiedervereinigung der beiden deutschen Staaten wurde der Landkreis 1990 dem wiedergegründeten Land Sachsen-Anhalt zugesprochen. Bei der ersten Kreisreform in Sachsen-Anhalt, die am 1. Juli 1994 in Kraft trat, ging er im Landkreis Stendal auf, ein kleiner Teil im Westen des Kreisgebiets kam zum Altmarkkreis Salzwedel.

## Einwohnerentwicklung
| Jahr      | 1960   | 1971   | 1981   | 1989   |
| Einwohner | 30.597 | 50.070 | 44.816 | 44.470 |

## Städte und Gemeinden
Zum Ende seines Bestehens im Jahr 1994 gehörten dem Kreis Osterburg die folgenden Städte und Gemeinden an:
| - Altenzaun - Arendsee, Stadt - Aulosen - Baben - Ballerstedt - Behrendorf - Bertkow - Beuster - Boock - Bretsch - Dobbrun - Erxleben - Falkenberg - Flessau - Gagel | - Geestgottberg - Gladigau - Goldbeck - Gollensdorf - Groß Garz - Heiligenfelde - Hindenburg - Hohenberg-Krusemark - Höwisch - Iden - Kläden - Klein Schwechten - Kleinau - Königsmark - Kossebau | - Krevese - Krüden - Leppin - Lichterfelde - Losenrade - Losse - Lückstedt - Meseberg - Meßdorf 1 - Neukirchen - Neulingen - Osterburg, Stadt - Pollitz - Rossau - Sandauerholz | - Sanne - Schönberg - Schrampe - Schwarzholz - Seehausen, Stadt - Thielbeer - Wahrenberg - Walsleben - Wanzer - Wendemark 2 - Werben - Ziemendorf |

Eingemeindungen bis 1994
- Behrend, am 1. Februar 1974 zu Seehausen
- Berge, am 1. Februar 1974 zu Behrendorf
- Bömenzien, am 1. Januar 1973 zu Gollensdorf
- Dalchau, am 1. Januar 1969 zu Altenzaun
- Dequede, am 1. Februar 1974 zu Krevese
- Deutsch, am 1. Januar 1973 zu Groß Garz
- Drüsedau, am 1. Februar 1974 zu Bretsch
- Ellingen, am 1. Februar 1974 zu Hohenberg-Krusemark
- Genzien, am 1. Dezember 1968 zu Arendsee (Altmark)
- Gethlingen, am 1. Januar 1973 zu Hindenburg
- Giesenslage, am 1. Februar 1974 zu Behrendorf
- Harpe, am 15. Januar 1969 zu Leppin
- Häsewig, am 1. Januar 1974 zu Klein Schwechten
- Krumke, am 1. Februar 1974 zu Osterburg
- Lindenberg, am 1. Februar 1974 zu Groß Garz
- Lohne, am 1. Februar 1974 zu Kleinau
- Natterheide, gehörte bis zum 1. Januar 1957 zum Kreis Kalbe (Milde), am 1. Februar 1974 zu Flessau
- Osterholz, am 1. Januar 1969 zu Altenzaun
- Räbel, am 10. Oktober 1965 zu Werben
- Rathsleben, am 1. Januar 1969 zu Kossebau
- Rengerslage, am 1. Januar 1974 zu Königsmark
- Rönnebeck, am 1. Juni 1973 zu Flessau
- Schmersau, am 1. Februar 1974 zu Gladigau
- Stapel, am 1. Januar 1974 zu Lückstedt
- Storbeck, am 1. Juni 1973 zu Flessau
- Wasmerslage, am 1. Januar 1957 zu Iden
- Wohlenberg, am 1. Januar 1974 zu Lückstedt
- Wollenrade, am 1. Juni 1973 zu Flessau
- Wolterslage, am 1. Januar 1974 zu Königsmark
- Zedau, am 11. Dezember 1968 zu Krumke
- Ziegenhagen, am 1. April 1959 zu Häsewig[6]
- Zießau, am 1. Februar 1974 zu Schrampe

## Wirtschaft
Wichtige Betriebe waren unter anderen
- VEB Betonwerke Altmark
- VEB Brillenfabrik Osterburg
- VEB Rathenower Optische Werke Werk Osterburg
- VEB Rathenower Optische Werke Werk Werben

## Verkehr
Die F 189 von Magdeburg über Osterburg nach Wittenberge und die F 190 von Seehausen nach Salzwedel dienten dem überregionalen Straßenverkehr.
Dem Eisenbahnverkehr dienten die Strecken Stendal–Meßdorf–Salzwedel, Magdeburg–Osterburg–Wittenberge und Geestgottberg–Arendsee–Salzwedel.

## Kfz-Kennzeichen
Den Kraftfahrzeugen (mit Ausnahme der Motorräder) und Anhängern wurden von etwa 1974 bis Ende 1990 dreibuchstabige Unterscheidungszeichen, die mit den Buchstabenpaaren HM und MM begannen, zugewiesen. Die letzte für Motorräder genutzte Kennzeichenserie war HR 90-01 bis HR 99-99.
Anfang 1991 erhielt der Landkreis das Unterscheidungszeichen OBG. Es wurde bis zum 30. Juni 1994 ausgegeben. Seit dem 27. November 2012 ist es im Landkreis Stendal erhältlich.